# 피르다우시

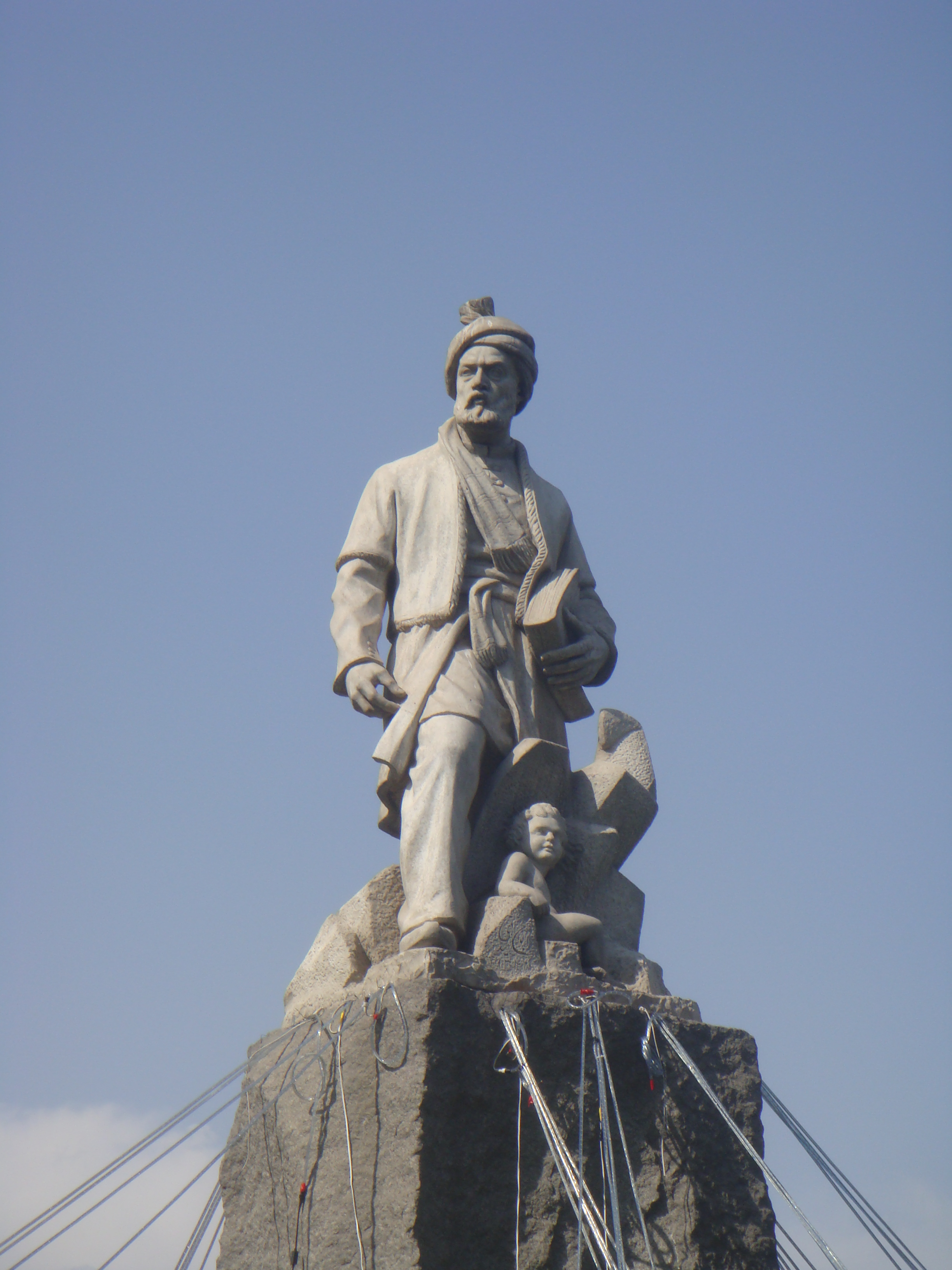

피르다우시(935년~1020년, 페르시아어: فردوسی)는 중세 페르시아의 서정시인이다.
투스 지주의 가문에서 태어났으며 페르시아 문학사상 최대의 서정시의 거장(巨匠)으로서 호메로스와 대비되기도 한다. 이란 민족 고유의 신화·전통·역사를 기초로 980년 경 웅대한 민족적 서사시 《샤나메(شاهنامه)》의 저작에 마스나비(Masnavi) 시형(詩形)으로 집필하여 30여년의 세월에 걸쳐서 1010년에 약 6만 구절에 이르는 대작을 완성하였다. 작품은 술탄 마흐무드에 헌상하였으나 오히려 노여움을 사서 유랑의 길을 계속하다가 고향에서 쓸쓸히 타계하였다. 《샤나메》는 4왕조 역대 50명 왕자의 치세를 기술한 것이며, 역사 서적이기보다도 문학적 관점에서 평가되어야 한다. 많은 무용전기(武勇傳記)와 사랑의 이야기가 실려 있고 작품 전반에 걸쳐 운명론이 저류(低流)를 이루며 진리와 격언도 많다. 특히 <루스탐과 소흐라브의 이야기>는 가장 유명하여 구미 여러 나라에서 번역되었다.

## 같이 보기
- 페르시아 문학